# Juan Alonzo
Juan Alberto Alonzo López (* 24. Juni 1911 in Havanna; † unbekannt) war ein kubanischer Fußballspieler.

## Karriere

### Vereine
Alonzo spielte in den 1930er Jahren für CD Centro Gallego in der Campeonato Nacional de Fútbol de Cuba, der höchsten Spielklasse im kubanischen Fußball, der Klub gewann zwischen 1937 und 1940 vier Landesmeisterschaften in Folge.

### Nationalmannschaft
Nachdem die Nationalmannschaft Kubas in der Qualifikation für die Weltmeisterschaft 1934 in Italien in der Gruppe 11, für Nord- und Mittelamerika an der Nationalmannschaft Mexikos  in der Runde 2 gescheitert war, ereilte Alonzo und seine Mannschaft das Glück – ohne ein Qualifikationsspiel bestritten zu haben – das erste Mal bei einer Weltmeisterschaft vertreten zu sein. Die US-amerikanische Nationalmannschaft, Mitbewerber in Gruppe A, verzichtete auf eine Spielaustragung gegen Kuba, sowie alle vier Nationalmannschaften, die in Gruppe B gesetzt waren. Zum Aufgebot für die WM-Endrunde gehörend, kam Alonzo einzig am 12. Juni 1938 im Stade du Fort Carré von Antibes vor 7000 Zuschauern bei der 0:8-Niederlage gegen die Nationalmannschaft Schwedens zum Einsatz.

## Erfolge
- Teilnehmer an der Weltmeisterschaft 1938
- Kubanischer Meister 1938